# SNCF CC 7100
Die CC 7100 war eine französische Elektrolokomotivbaureihe für den Einsatz auf dem Gleichstromnetz. Sie war vorrangig für die Hauptstrecke von Paris nach Lyon vorgesehen, deren vollständige Elektrifizierung 1952 abgeschlossen wurde.
Bereits 1949 wurden zwei Vorserienlokomotiven mit den Nummern CC 7001 und 7002 ausgeliefert und auf der damals längsten elektrifizierten französischen Strecke, der Linie Paris–Bordeaux, erprobt. Eine Neuerung war, dass man auf Laufachsen verzichtete. Nach drei Jahren Probezeit begann die Serienauslieferung. Dabei wurde die Leistung im Vergleich zu den beiden Probeloks von 2.942 kW auf etwa 3.490 kW erhöht.
Sechs Maschinen wurden für die damals noch mit Stromschienen ausgerüstete Strecke von Culoz nach Modane am Mont-Cenis-Tunnel mit Schleifschuhen ausgerüstet. Diese wurden 1976 wieder entfernt.
Auf der Magistrale Paris–Lyon bestritten sie zusammen mit der Reihe 2D2 9100 den Schnellzugverkehr, wobei drei fahrplanmäßige Züge bereits im Sommer 1954 mit einer Durchschnittsgeschwindigkeit von 124 km/h verkehrten.
Die SNCF CC 7107 erreichte am 28. März 1955 mit 326 km/h einen Geschwindigkeitsweltrekord für Lokomotiven; zuvor war bereits am 21. Februar 1954 ein Weltrekord mit 243 km/h von der CC 7121 gefahren worden.

## Erhaltene Lokomotiven
- CC 7102: Ambérieu (Lokomotive im betriebsfähigen Zustand)
- CC 7106: Ambérieu
- CC 7107: Mülhausen im Eisenbahnmuseum Mülhausen (Cité du Train)
- CC 7121: Miramas
- CC 7140: Breil-sur-Roya

Die Vorserienlokomotive CC 7002 Ambérieu ist ebenfalls erhalten.